# Macunaíma (libro)
Macunaíma: O herói sem nenhum caráter es un libro de 1928 del escritor brasilero Mário de Andrade, considerada una de las grandes novelas del Modernismo brasileño. 
El protagonista (que lleva el mismo nombre que sirve de título a la novela), un héroe sin ningún carácter (antihéroe), es un indio que representa al pueblo brasilero, mostrando atracción por la gran ciudad de São Paulo y por la máquina. La frase característica del personaje es "Ai, que preguiça!" (¡Ay, qué pereza!, en español). Como en la lengua indígena el sonido "aique" significa "pereza", Macunaíma sería, entonces, doblemente perezoso. En el comienzo de la obra se lo caracteriza así: "En el fondo del monte virgen nació Macunaíma, héroe de nuestra gente. Era negro retinto e hijo del miedo de la noche."
La obra puede ser catalogada como perteneciente a una corriente de indianismo moderno, escrita desde una óptica cómica. Critica el Romanticismo, utiliza los mitos indígenas, las leyendas, proverbios del pueblo brasileño y registra algunos aspectos del folclore del país hasta entonces poco conocidos. El libro posee una estructura innovadora, no sigue un orden cronológico ni espacial. Es, en cierto sentido, una obra surrealista, donde se encuentran aspectos ilógicos, fantasiosos y leyendas. Presenta críticas implícitas al mestizaje étnico y religioso (catolicismo, paganismo, candomblé) y una crítica mayor al lenguaje culto en el Brasil.
En Macunaíma, Andrade intenta escribir una novela que represente el multiculturalismo brasilero. La obra valoriza las raíces brasileras y la lengua de los brasileros, buscando aproximar la lengua escrita al modo de hablar paulistano. Mário de Andrade tenía una idea de una "gramatiquinha" (gramatiquita) brasilera que desvincularía el portugués del Brasil del de Portugal, el cual, según él, venía desplegándose en el país desde el período romántico. A lo largo de la obra son comunes las substituciones de "se" por "si", "cuspe" por "guspe", entre otras. 
En el capítulo "Carta pras Icamiabas", Andrade satiriza todavía más el modo en que la gramática manda escribir y como las personas efectivamente se comunican. Aprovechándose del artificio de una carta escrita, Macunaíma escribe con la grafía arcaica de Portugal, explicitando la diferencia de las reglas normativas arcaicas y de la lengua hablada: "Ora sabereis que sua riqueza de expressão intelectual é tão prodigiosa, que falam numa língua e escrevem noutra" (Ahora sabréis que su riqueza de expresión intelectual es tan prodigiosa que hablan en una lengua y escriben en otra).
Macunaíma es, también, una reflexión sobre la capacidad destructiva del lenguaje. Bartleby utiliza la ironía, en la Carta a las Icamiabas, como una manera de mostrar la fragilidad que tiene el lenguaje culto y que todo el poder de la clase intelectual se sostiene sobre un artificio.

## Resumen de la obra
Macunaíma nació en una tribu amazónica. Allí pasa su infancia, pero no es un niño igual a los demás del lugar. Es un niño mentiroso, traidor, comete muchas travesuras, dice muchas malas palabras, además de ser extremadamente perezoso. Tiene dos hermanos, Maanape y Jiguê.
Así va transcurriendo su infancia. Crece y se enamora de la india Ci, "A Mãe do Mato" (la madre del monte), su único amor, con la que tiene un hijo, un niño muerto. Después de la muerte de su mujer, Macunaíma pierde un amuleto que un día ella le había regalado, era la piedra "muiraquitã". La pérdida lo desespera, hasta que descubre que su muiraquitã había sido llevada por un vendedor ambulante peruano, Vesceslau Pietro Pietra, el gigante Piamã, que vivía en San Pablo. Después del descubrimiento del destino de su piedra, Macunaíma y sus hermanos resuelven ir detrás de ella para recuperarla. Piamã era un famoso comedor de gente, pero aun así Macunaíma va en búsqueda de la piedra.
La historia, a partir de ahí, comienza a discurrir contando las aventuras de Macunaíma en la tentativa de recuperar su "muiraquitã" que fuera robada. Luego de conseguir la piedra, Macunaíma regresa junto a su tribu, donde luego de una serie de aventuras finales, termina perdiendo nuevamente su piedra. Entonces, se desanima, pues sin su talismán, que, en el fondo, es su propio ideal, el héroe reconoce la inutilidad de continuar su búsqueda, se transforma en la constelación Osa Mayor, que para él significaba transformarse en algo que de nada sirviese a los hombres, por eso, va a parar al vasto campo del cielo, sin dar calor ni vida a nadie.

## Adaptaciones
La novela fue adaptada para el cinema por Joaquim Pedro de Andrade en 1969. También fue montada una premiada pieza de teatro, por Antunes Filho, estrenada en la década de 1970. La obra fue presentada en varios países.
En 2008, la cantante Iara Rennó grabó el CD Macunaó.peraí.matupi ou Macunaíma Ópera Tupi, con 13 canciones inspiradas en el libro.